# Курбан-Кара (Савайский айылный аймак)
Курбан-Кара (кирг. Курбан-Кара) — село в Кара-Сууском районе Ошской области Кыргызстана. Входит в состав Савайского айылного аймака.

## География
Село расположено в северо-западной части области, на берегах канала Савай, на расстоянии приблизительно 4 километра (по прямой) к востоку от города Кара-Суу, административного центра района.

## Население
Согласно оценочным данным Национального статистического комитета Кыргызской Республики, численность населения села на начало 2023 года составляла 3185 человека.
| год     | 2009 | 2014 | 2015 | 2020 | 2021 | 2023 |
| ------- | ---- | ---- | ---- | ---- | ---- | ---- |
| человек | 2211 | 2446 | 2140 | 2947 | 2958 | 3185 |